# Бункер-поїзд
Бункер-поїзд, Бункер-потяг (рос. бункер-поезд, англ. bunker-train, нім. Bunkerzug) — підземна транспортна установка на колісно-рейковому ходу з шарнірно з'єднаних секцій-платформ, що мають високі борти.

## Загальна характеристика
Призначений для транспортування гірничої маси з прохідницького вибою за один цикл його роботи. Розрізняють бункери-потяги скреперні та конвеєрні. Сумарна тривалість транспортування гірничої маси при використанні бункер-потягу скорочується в порівнянні зі звичайною технікою шахтного рейкового транспорту в декілька разів. Бункер-потяг примикає до камери, де встановлений перекидач вагонеток. В нижній частині бункер-потяга розташовується дозувальна камера з живильником для завантажування скіпа.
Бункерні поїзди призначені для транспортування гірничої маси горизонтальних виробках. Завантажують і розвантажують) такі посудини за допомогою окремих установок або конвейєрів, розташованих на днищах секцій. Вугілля і м'яку породу перевозять секційними бункерними поїздами (ПС) з донним розвантаженням, коефіцієнт тари яких (відношення власної маси до маси переміщуваного матеріалу) становить 0,4. Число секцій у составі обмежується тільки тяговими параметрами локомотива.
Як показав досвід, тривалість навантажувально-розвантажувальних операцій при експлуатації бункерних поїздів у 3...6 разів менша, ніж при використанні вагонеток.

## Різновиди бункер-поїздів

Бункерний поїзд із донним пластинчастим конвеєром

Скреперний бункерний поїзд

Бункерний поїзд (рис. 1) на всю довжину має один донний пластинчастий конвейєр 3. Кузов складається із окремих шарнірно-з'єднаних секцій 2, які допускають вигин його ппи русі по криволінійних ділянках шляху 3 радіусом не менше 15 м. Передня частина такого поїзда обладнана приймальним бункером /, а задня — стрічковим конвейєром 4.
Скреперний бункерний поїзд (рис. 2) замість донного конвейєра обладнаний скреперною лебідкою для завантаження і розвантаження гірничої маси, а також кінцевими і лінійними секціями 2. Шарнірне з'єднання останніх секцій, які не мають торцевих стінок, дозволяє проходити заокруглення радіусом не менше 12 м. Насипні матеріали надходять на завантажувальну станцію 5.
Секційний бункерний поїзд з донним розвантаженням також не має міжвагонеточного простору, то значно зменшує довжину состава і витрати металу на його виготовлення. Поїзд під час завантаження знаходиться безпосередньо під конвейєром (бункер) і в міру заповнення секцій переміщується. У конструктивному розумінні такий поїзд являє собою постійно нерозчеплений состав із окремих шарнірно-поєднаних секцій з відкидними днищами. Кожна така секція (металевий зварний кузов з одним скатом) своєю консольною частиною опирається на наступну. Передня (І) і задня (3) секції (рис. 3) на відміну від проміжних (2) мають по одній лобовій стінці; задня впирається v кінцевий візок 4. Останній а також спеціальні перекриття між секціями забезпечують проходження заокруглених колій з мінімальним радіусом 12 м. Нижній отвір кузова кожної секції закривається двома шарнірно-закріпленими днищами 5. Колісні пари і їхні підвіски уніфіковані з аналогічними вузлами вагонеток.